# 旺代米扬
旺代米扬（法語：Vendémian，法語發音：[vɑ̃demjɑ̃]）是法国埃罗省的一个市镇，属于洛代沃区。

## 地理
旺代米扬（43°34'54"N, 3°33'40"E）面积16.89 平方千米，位于法国奧克西塔尼大區埃罗省，该省份为法国南部沿海省份，南濒地中海，西南接奥德省，西北接塔恩省和阿韦龙省，东北与加尔省接壤。
与旺代米扬接壤的市镇（或旧市镇、城区）包括：欧姆拉斯、普莱桑、勒普热、圣博济勒-德拉西尔沃。

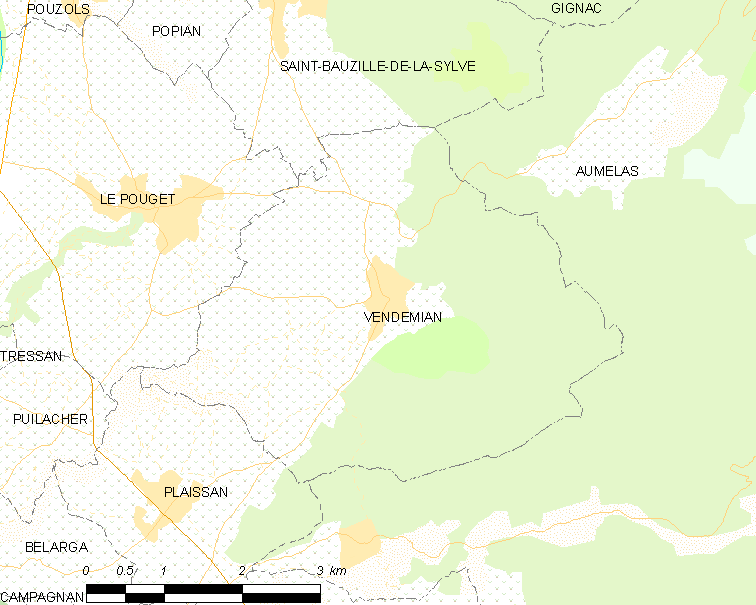
旺代米扬的OSM定位图

旺代米扬的时区为UTC+01:00、UTC+02:00（夏令时）。

## 行政
旺代米扬的邮政编码为34230，INSEE市镇编码为34328。

## 政治
旺代米扬所属的省级选区为日尼亚克县。

## 人口

1962-2008年间旺代米扬人口变化图示

旺代米扬于2022年1月1日时的人口数量为1157人。